# Chevrières (Loire)
Chevrières település Franciaországban, Loire megyében. Lakosainak száma 1155 fő (2022. január 1.). Chevrières Saint-Denis-sur-Coise, Aveizieux, Chazelles-sur-Lyon, Fontanès, La Gimond, Grammond és Saint-Médard-en-Forez községekkel határos.

## Népesség
A település népességének változása:
| Lakosok száma | 715  | 642  | 633  | 992  | 1070 | 1067 | 1128 | 1164 | 1158 | 1155 |
|               | 1968 | 1982 | 1990 | 2006 | 2013 | 2015 | 2017 | 2019 | 2020 | 2022 |